# Gilbert Salem
Pour les articles homonymes, voir Salem.
Gilbert Salem, né le 29 juin 1954 en Iran de parents chrétiens libanais, est un journaliste, écrivain et chroniqueur suisse.

## Biographie
Chroniqueur depuis 1979 au journal 24 heures, Gilbert Salem vit en Suisse romande depuis sa petite enfance. Après des études de lettres à l'Université de Genève, puis au Centre romand de formation des journalistes, il séjourne à Paris de 1977 à 1979.
Sa carrière littéraire commence en 1977 par une pièce de théâtre, Aparté, créée au Théâtre de Vidy à Lausanne. Auteur d'essais sur Jacques Chessex et Gustave Roud, il publie en 1995, chez Bernard Campiche éditeur, son premier roman, Le miel du lac (prix Lipp Suisse 1996 et prix Alpes-Jura 1996) suivi en 1997 du récit À la place du mort (prix des auditeurs de la RSR 1997 et prix Genève-Montréal 1997). En 1999, il est l'auteur du livre officiel de la Fête des vignerons de Vevey.

## Sources
- « Gilbert Salem », sur la base de données des personnalités vaudoises sur la plateforme « Patrinum » de la Bibliothèque cantonale et universitaire de Lausanne.
- Anne-Lise Delacrétaz, Daniel Maggetti, Écrivaines et écrivains d'aujourd'hui, p. 338. Roger Francillon, Histoire de la littérature en Suisse romande 4 vol. 4, p. 455. L'Hebdo no 37 p. 98-99. 24 Heures 2005/09/04, p. 24
- Gilbert Salem
- Salem, Gilbert